# Johannes Georg Fuchs
Johannes Georg Fuchs (* 21. März 1925 in Basel; † 13. März 1990 ebenda) war ein Schweizer Jurist, Kirchenamtsträger und Politiker.

## Leben und Werk
Nach der Promotion (Iusta causa traditionis und romanistische Wissenschaft) an der Universität Basel 1949 legte er 1953 das Advokaturexamen ab und verbrachte dann einen Studienaufenthalt in Rom.

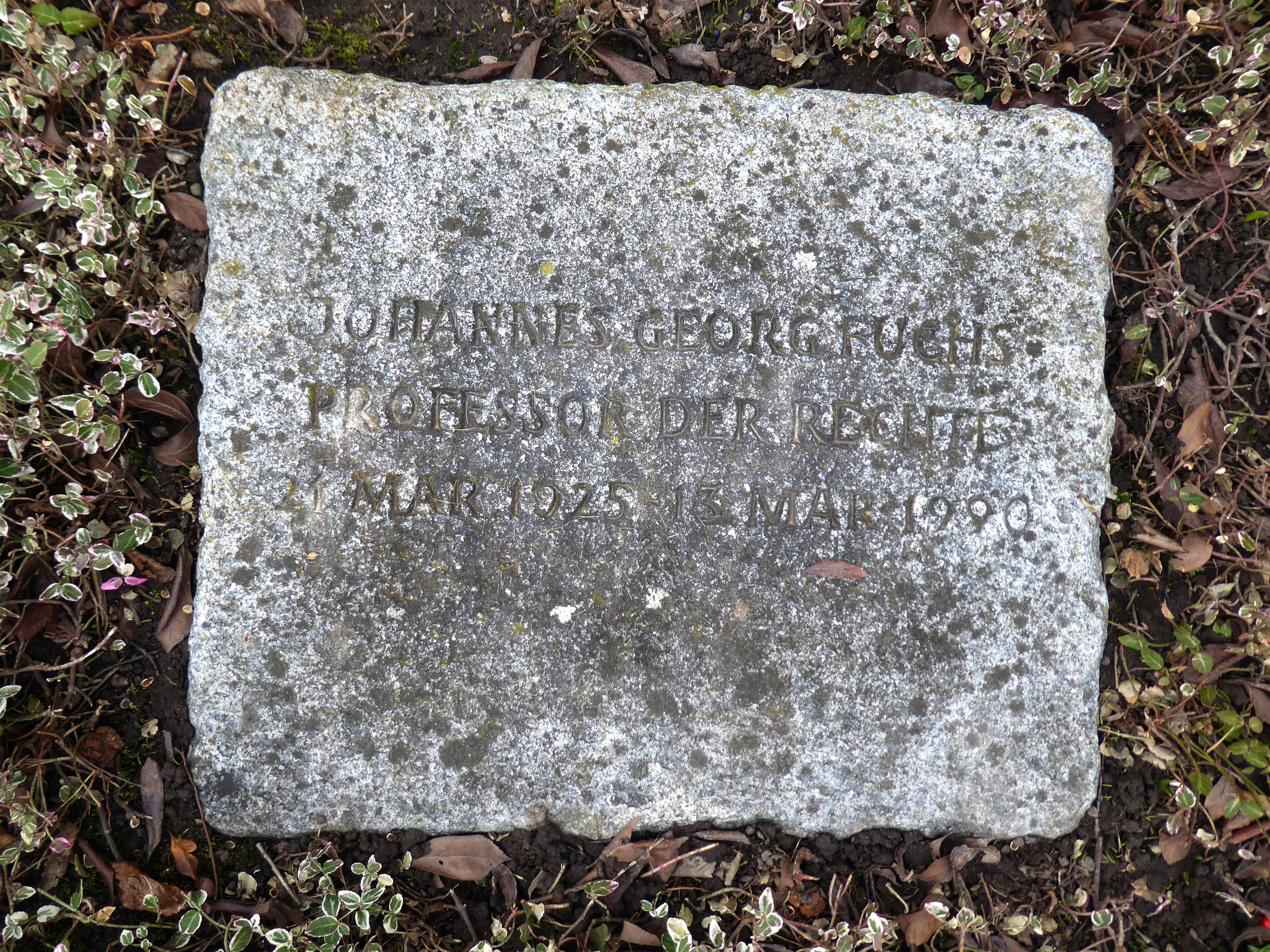
Grab, Friedhof am Hörnli.

Nach der Habilitation 1954 in Basel wurde er dort Nachfolger von August Simonius als Professor für römisches Recht. Nach der Emeritierung von Erwin Ruck lehrte er auch Kirchenrecht, evangelisch-reformiertes und römisch-katholisches. Die Theologische Fakultät der Universität Basel verlieh ihm die Ehrendoktorwürde.
Er war nicht nur in der Lehre mit der römisch-katholischen Kirche verbunden. So setzte er sich in den 70er-Jahren für eine Gleichstellung der Kirche im Kanton Basel ein, welche dann durch eine Verfassungsänderung erfolgte.
Er war evangelisch-reformierten Glaubens. Von 1966 bis 1969 war er Präsident der Synode der Evangelisch-reformierten Kirche Basel-Stadt und erstellte Gutachten zur Neuordnung verschiedener Kirchen anderer Kantone. Er befürwortete die Kirchensteuer als Möglichkeit der Finanzierung der Kirchen.
Fuchs war von 1972 bis 1984 für die Liberaldemokraten Mitglied des Parlamentes Basels. Dort war er Vorsitzender der Petitionskommission und setzte sich gegen den Bau von Kernkraftwerken ein.
Johannes Georg Fuchs fand seine letzte Ruhestätte auf dem Friedhof am Hörnli.

## Publikationen (Auswahl)
- Iusta causa traditionis in der Romanistischen Wissenschaft. Basel 1952, OCLC 807901411.
- Aus der Praxis eines Kirchenjuristen in der Zeit ökumenischer Begegnung. Zürich 1979, OCLC 890642353.
- mit Frank Vischer, Adrian Staehelin, Familienrecht im Wandel : Festschrift für Hans Hinderling, 1976.
- Unsere Basler Kirchen, Basel 1984.